# Bedtime Stories
„Bedtime Stories“ е името на шестия по ред студиен албум на Мадона, излязъл през 1994.
Няколко години след излизането на повратния за Мадона албум „Erotica“ и след презентирането на книгата „SEX“ на 25 октомври 1994 излиза албумът „Bedtime Stories“. С новия албум Мадона отново сменя стила си. Албумът е резултат от работата на Мадона с продуцентите Далас Остин, Дайв Хол, Нели Хупър и Бейбифайс. Стилът на албума напомня фънк, r&b и суинг. За разлика от предшественика си „Erotica“, албумът „Bedtime Stories“ не е толкова сексуално ориентиран, но е много по клубен и раздвижен.
Първият сингъл е „Secret“. Видеото към него е заснето в Харлем, Ню Йорк и е режисирано от Мелоди МакДоналд.
Във видеото към „Take a Bow“ имиджът и е консервативен и по скромен. Тези два сингъла застават за дълго време в чартовете и се задържат на челни позиции в продължение на няколко месеца и стават едни от най-успешните и сингли в началото на 90-те.
Следват синглите „Bedtime Story“ и „Human Nature“.
Албумът „Bedtime Stories“ е един от най-важните албуми в творчеството на Мадона. Той е скок от периода „Erotica“ към ролята на „Евита“ и „Ray of Light“.
В чартовете „Bedtime Stories“ достига 1-во място /Австралия/, 2-ро /Великобритания/, 3-то /САЩ/ и 7-о /Канада/...
През 2005 е признат за тройно платинен за продажби от 3 милиона копия само в САЩ. По света той е продал около 6 милиона копия. Албумът има номинация за Грами.

## Списък на песните
1. Survival – 3:31
2. Secret – 5:04
3. I'd Rather Be Your Lover – 4:39
4. Don't Stop – 4:38
5. Inside of Me – 4:11
6. Human Nature – 4:53
7. Forbidden Love – 4:09
8. Love Tried to Welcome Me – 5:21
9. Sanctuary – 5:03
10. Bedtime Story – 4:52
11. Take a Bow – 5:21